# Karina Winter
Karina Winter (* 14. Januar 1986) ist eine deutsche Bogenschützin in der olympischen Disziplin Recurve-Bogen. Bei den Europaspielen 2015 in Baku errang sie eine Goldmedaille in der Einzelwertung.

## Leben
Im Alter von elf Jahren verletzte sich die leidenschaftliche Turnerin Karina Winter am Rücken. Die Diagnose lautete zunächst, dass die Fortführung des Turnsports im Rollstuhl enden würde. Der Bundestrainer im Bogenschießen, Martin Frederick, suchte an der Werner-Seelenbinder-Schule, die Winter zu dieser Zeit besuchte, Nachwuchs für das Bogenschießen und Winter ging zum Schnuppertraining; seitdem ist sie Bogenschützin. Karina Winter ist Sportsoldatin und lebt in Berlin. 

## Erfolge (Auswahl)
- 2009: 1. Platz WM Team/Halle
- 2015: 1. Platz EM Team/Halle
- 2015: 1. Platz Europaspiele Baku Einzel